# Aes Dana
Aes Dana est un groupe de folk black metal français, originaire de Paris. Le groupe mélange du metal extrême (les musiciens sont principalement issus du black metal) et des influences celtiques (instruments, textes), mélange qui s'accorde harmonieusement et qui fait d'Aes Dana un groupe hors du commun. Aes Dana était le nom donné aux bardes dans les tribus celtes, précise Juanjolocaust.

## Biographie
Aes Dana est formé en 1994 par Amorgen et Taliesin. Vidar, Storm et Christophe intègrent la formation peu après respectivement à la voix, à la batterie et à la basse. Le groupe met en place des morceaux où se mêlent des influences black et une composante importante de musique celtique. En 1996, Aes Dana enregistre sa première démo, Chroniques du Crépuscule. Ces premiers morceaux mêlent un black metal encore atmosphérique et des parties celtiques. En 1997, Seth et Milambre intègrent la formation. La musique d'Aes Dana se fait plus violente. La composante folk est de plus en plus nette. Les paroles des nouveaux morceaux sont écrites en français. Le groupe fait ses premiers concerts. En 1999, Storm quitte Aes Dana et Juanjolocaust entre dans le groupe.
En 2000, le groupe enregistre le MCD 2000 avec Seth à la guitare. Il enregistre ses parties avant de quitter le groupe pour se consacrer uniquement à ses formations de brutal black et de grindcore (Antaeus et S C D). Tilion qui avait déjà commencé à répéter avec Aes Dana le remplace et le groupe se remet rapidement à composer. Le mastering du mcd est réalisé par Storm en juin 2000, le groupe contacte ensuite des labels. Aes Dana signe avec Sacral Productions pour un premier album en 2001, intitulé La Chasse Sauvage. Celui-ci est enregistré en juin et sort en août 2001.
En 2002, le groupe se consacre à l'écriture de nouveaux titres. Il multiplie également les concerts au niveau national mais aussi international, notamment avec des groupes nationaux comme Belenos, Bran Barr, et Furia, mais aussi avec des groupes internationaux comme Berserk, Menhir, Skyforger, Ancient, et Heidevolk. En 2004, Aes Dana enregistre leur second album, Formors pour former une œuvre plus complexe, aux ambiances plus variées, révélant une agressivité bien plus forte, ; ce nouvel album est plus sombre, plus glacé, plus celtique. Durant l'année, Amorgen quitte le groupe, laissant sa place à Hades (Bran Barr).
En 2005, à la suite de plusieurs retards sur la sortie du nouvel album, le groupe décide de mettre fin à la collaboration avec Sacral Productions. L'album sera édité avec un nouveau label. Neuf mois plus tard, Formors sort enfin dans les bacs sur Oaken Shield. En janvier, Taliesin quitte Paris et Aes Dana pour s'installer en Guyane[réf. nécessaire]. Deux nouveaux membres intègrent le groupe : Aegir (guitare) et Myrddin (flûte). Aes dana participe par la suite à plusieurs festivals en France et en Europe (Allemagne, Belgique, Espagne) En 2008, Aegir quitte le groupe pour s'installer à Londres. Taliesin de retour à Paris après trois ans passés en Amazonie reprend Aes Dana[réf. nécessaire]. Le groupe signe pour deux albums sur le label de pagan metal allemand Trollzorn[réf. nécessaire]. En septembre, Tilion quitte le groupe, il est remplacé par Ireel (ex Wargasm).

## Membres

### Membres actuels
- Taliesin - guitare (1994-2005, depuis 2008)
- Vidar - chant (depuis 1994)
- Milambre - basse (depuis 1997)
- Myrddin - flûte irlandaise, bombarde (depuis 2005)
- Iréel - guitare (depuis 2010)
- Wilfrid Rodel - batterie (depuis 2011)

### Anciens membres
- Tomaz Boucherifi-Kadiou - flûte irlandaise, bombarde
- Storm - batterie (1994-1999)
- Amorgen - flûte, flûte irlandaise (1994-1997, 1998-2004)
- Christophe - basse (1996-1997)
- Seth - guitare (1997-2000)
- Juan Jolocaust - batterie (1999-2009)
- Tilion - guitare (2000-2009)
- Hades - flûte (2005)
- Aegir - guitare (2005-2008)

## Discographie

### Albums studio
- 2001 : La Chasse Sauvage
- 2005 : Formors

### Démos et EP
- 1996 : Chroniques du Crépuscule
- 2000 : MCD 2000